# Wakefield Highland
Das Wakefield Highland ist ein verschneites Hochland im Zentrum der Antarktischen Halbinsel. Es wird im Norden durch den Hermes-Gletscher sowie durch die Kopfenden des Weyerhaeuser- und des Aphrodite-Gletschers, im Westen durch die Kopfenden des Airy-, des Rotz- und des Seller-Gletschers, im Süden durch den Fleming-Gletscher und im Osten durch die Kopfenden des Lurabee-, des Sunfix- und des Grimley-Gletschers begrenzt.
Teilnehmer der US-amerikanischen Ronne Antarctic Research Expedition (1947–1948) fotografierten es am 22. Dezember 1947 aus der Luft. Der Falkland Islands Dependencies Survey nahm 1960 eine Vermessung vor. Namensgeber ist Charles Wakefield, 1. Viscount Wakefield (1859–1941), Lord Mayor of London und Sponsor der British Graham Land Expedition (1934–1937) unter der Leitung des australischen Polarforschers John Rymill. Benennungshintergrund ist die durch das UK Antarctic Place-Names Committee und des Advisory Committee on Antarctic Names vorgenommene Namensübertragung des durch Rymill ursprünglich benannten Mount Wakefield (jetzt Mount Hope) in der unweit entfernten Eternity Range.